# Raub (district)
Raub is een district in de Maleisische deelstaat Pahang.
Het district telt 96.000 inwoners op een oppervlakte van 2300 km².
In het district ligt de stad Raub.